# یوهان شانز

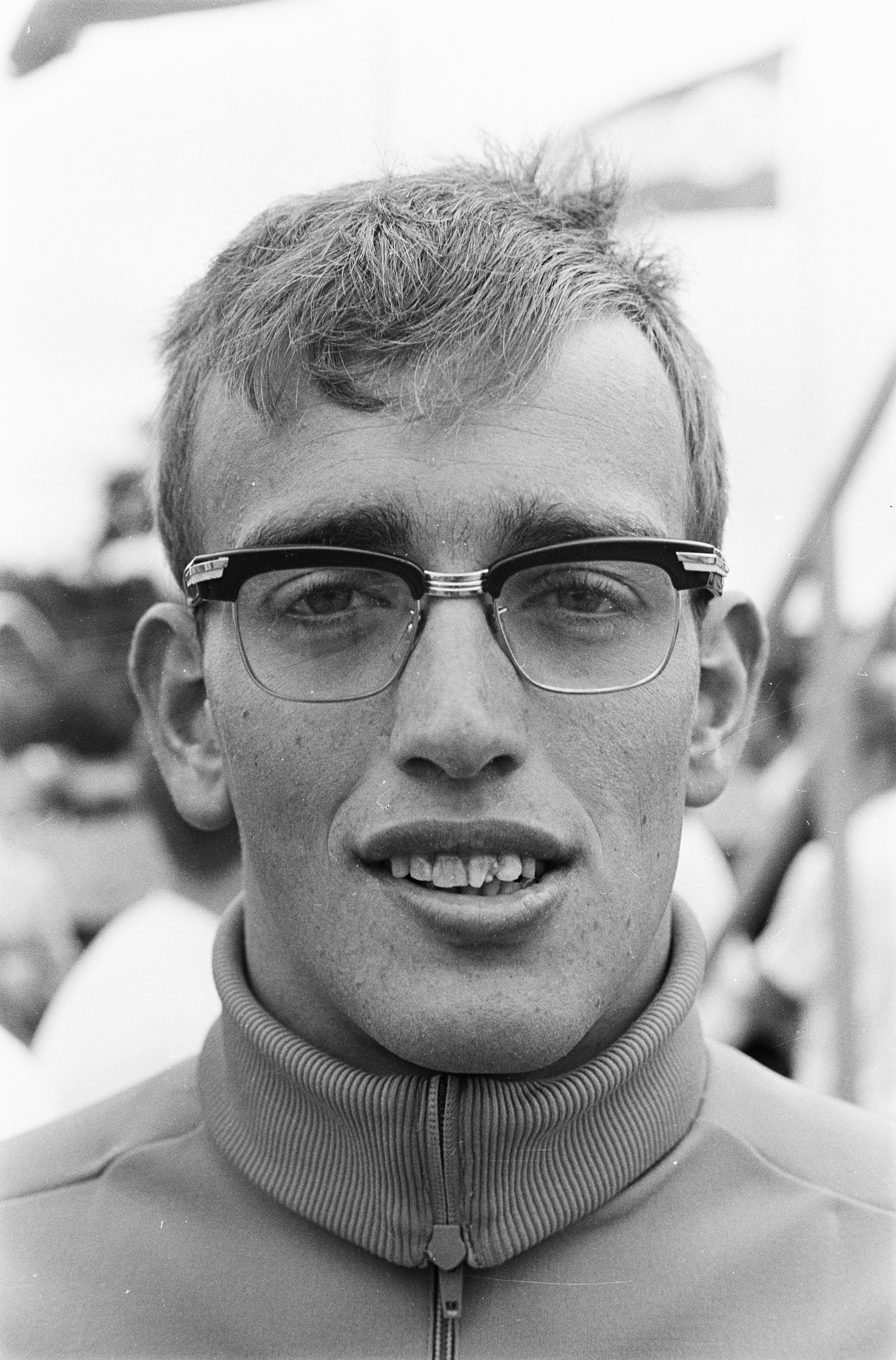
1968

یوهان شانز (به انگلیسی: Johan Schans) (زادهٔ ۱۴ مهٔ ۱۹۴۹) شناگر اهل هلند است.